# 과당 1,6-이중인산가수분해효소
과당 1,6-이중인산가수분해효소(영어: fructose 1,6-bisphosphatase, FBPase-1) (EC 3.1.3.11)는 동화 경로인 포도당신생합성과 캘빈 회로에서 과당 1,6-이중인산을 과당 6-인산으로 전환하는 반응을 촉매하는 효소이다. 과당 1,6-비스인산가수분해효소, 프럭토스 1,6-비스포스파테이스라고도 하며, 계통명은 D-과당 1,6-이중인산 1-포스포하이드롤레이스(영어: D-fructose 1,6-bisphosphate 1-phosphohydrolase)이다.
D-과당 1,6-이중인산 + H2O → D-과당 6-인산 + 인산
포스포프럭토키네이스-1 (EC 2.7.1.11)은 해당과정에서 과당 6-인산을 과당 1,6-이중인산으로 전환하는 역반응을 촉매하지만, 이것은 단순한 역반응이 아니다. 왜냐하면 보조 기질(co-substrate)이 다르기 때문(따라서 열역학적 요구 사항에 위배되지 않음)이다. 이 두 효소는 각각 한쪽 방향으로의 반응만을 촉매하며 과당 2,6-이중인산과 같은 대사 산물에 의해 조절되어 한 효소의 높은 활성은 다른 효소의 낮은 활성을 수반하게 된다. 보다 구체적으로 과당 2,6-이중인산은 과당 1,6-이중인산가수분해효소를 알로스테릭하게 저해하며, 포스포프럭토키네이스-1(PFK-1)을 활성화시킨다. 과당 1,6-이중인산가수분해효소는 다양한 대사 경로에 관여하며 대부분의 생물에서 발견된다. 과당 1,6-이중인산가수분해효소-1은 촉매 작용을 위해 금속 이온을 필요로 하며(Mg2+ 및 Mn2+가 선호됨) Li+에 의해 강력하게 저해된다.

## 구조
돼지의 과당 1,6-이중인산가수분해효소의 접힘은 이노시톨 1-인산가수분해효소(IMPase)와 동일한 것으로 나타났다. 이노시톨 1-피로인산가수분해효소(IPPase), 이노시톨 1-인산가수분해효소(IMPase) 및 과당 1,6-이중인산가수분해효소(FBPase-1)은 금속 이온과 결합하고 촉매 작용에 참여하는 것으로 밝혀진 서열 모티프(Asp-Pro-Ile/Leu-Asp-Gly/Ser-Thr/Ser)를 공유한다. 이 모티프는 유연 관계가 먼 균류, 세균 및 효모의 IMPase 동족체에서도 발견된다. 이 단백질은 이노시톨 신호전달, 포도당신생합성, 황산염 동화 및 아마도 퀴논 대사를 포함한 다양한 대사 경로에 관여하는 오래 전부터 구조적으로 보존된 패밀리를 정의한다고 제안되었다.

## 생물종에서의 분포
세 가지 다른 부류의 FBPase가 진핵생물과 세균에서 확인(FBPase I, FBPase II, FBPase III)되었다. 지금까지 고세균에서는 발견되지 않은 IMPase의 활성을 나타내는 새로운 FBPase의 부류(FBPase IV)가 최근에 고세균에서 확인되었다.
FBPase의 새로운 부류(FBPase V)는 호열성 고세균과 고호열성 세균인 아퀴펙스 아에올리쿠스(Aquifex aeolicus)에서 발견된다. 이들 부류의 특성화된 구성원들은 과당 1,6-이중인산에 대한 엄격한 기질 특이성을 나타내며 이러한 생물들에서 진정한 FBPase로 제안된다. 구조적 연구에 따르면 FBPase V는 일반적인 5개 층의 α-β-α-β-α 배열과 달리 4개 층의 α-β-β-α 샌드위치를 형성하는 당 인산가수분해효소에 대한 새로운 접힘을 가지고 있다. 촉매 곁사슬 및 금속 리간드의 배열은 다른 FBPase에 대해 제안된 3-금속 이온 보조 촉매 메커니즘과 일치하는 것으로 밝혀졌다.
후벽균(낮은 GC 함량을 가지고 있는 그람양성세균)에서 발견되는 과당 1,6-이중인산가수분해효소는 다른 생물체의 효소와 유의미한 서열 유사성을 나타내지 않는다. 고초균(Bacillus subtilis)의 효소는 AMP에 의해 저해되지만 이는 포스포엔올피루브산에 의해 극복될 수 있으며 Mn2+에 의존한다. 이 효소가 결핍된 돌연변이체는 말산 및 글리세롤과 같은 포도당신생합성의 기질에서 여전히 생장할 수 있다.

과당 1,6-이중인산의 구조
과당 6-인산의 구조

## 동면 및 저온 적응
과당 1,6-이중인산가수분해효소는 또한 동면, 유지, 동면으로부터의 각성 및 장기 휴면을 허용하기 위한 조정을 촉진하기 위해 대사 과정의 엄격한 조절이 필요한 동면에서 중요한 역할을 한다. 동면 중인 동물의 대사율은 안정시 대사율의 약 1/25로 감소할 수 있다. 과당 1,6-이중인산가수분해효소는 동면 동물에서 변형되어 적정 온도의 동물보다 온도에 더 민감하다. 동면하는 박쥐의 간에 있는 과당 1,6-이중인산가수분해효소는 37 °C에서보다 5 °C에서 기질인 과당 1,6-이중인산(F1,6BP)에 대한 Km이 75% 감소한 것으로 나타났다. 그러나 적정 온도의 박쥐에서 이 감소는 25%에 불과했으며, 이는 동면하는 박쥐와 적정 온도의 박쥐 사이의 온도 민감도의 차이를 보여준다. AMP, ADP, 무기 인산, 과당 2,6-이중인산과 같은 알로스테릭 저해제에 대한 감수성을 조사한 결과 동면하는 박쥐의 과당 1,6-이중인산가수분해효소는 적정 온도의 박쥐의 과당 1,6-이중인산가수분해효소보다 저온에서 저해제에 훨씬 더 민감했다.
동면 중에는 호흡도 급격히 감소하여 조직에 상대적인 무산소 상태가 발생한다. 무산소 조건은 해당과정을 자극하는 동안 포도당신생합성, 따라서 과당 1,6-이중인산가수분해효소(FBPase-1)를 억제하며, 이것은 동면 동물에서 감소된 FBPase-1 활성의 또 다른 이유이다. 과당 1,6-이중인산가수분해효소(FBPase-1)의 기질인 과당 1,6-이중인산은 또한 해당과정에서 피루브산 키네이스를 활성화시키는 것으로 나타났으며, 동면 중에 FBPase-1의 활성이 감소할 때 증가된 해당과정을 감소된 포도당신생합성과 연결한다.
동면 외에도 과당 1,6-이중인산가수분해효소(FBPase-1)의 활성이 동면하지 않는 동물의 경우에도 따뜻한 계절과 추운 계절 간에 크게 다르다는 증거가 있다. 저온에 노출된 토끼에서 과당 1,6-이중인산가수분해효소의 활성은 저온에 노출된 기간 동안 감소하고 온도가 다시 따뜻해지면 증가한다. 이러한 과당 1,6-이중인산가수분해효소 억제의 메커니즘은 리소좀의 단백질가수분해효소에 의한 과당 1,6-이중인산가수분해효소의 소화로 생각되며, 이는 추운 기간 동안 더 높은 수준으로 방출된다. 단백질 분해 소화를 통한 과당 1,6-이중인산가수분해효소의 억제는 동면과 유사하게 추운 기간 동안 해당과정에 비해 포도당신생합성을 감소시킨다.
과당 1,6-이중인산 알돌레이스는 동면 중에 해당과정과 포도당신생합성의 조절에 중요한 역할을 하는 또 다른 온도 의존성 효소이다. 과당 1,6-이중인산 알돌레이스의 기질은 과당 1,6-이중인산가수분해효소와 동일하기 때문에 과당 1,6-이중인산 알돌레이스의 활성은 포도당신생합성에서 과당 1,6-이중인산가수분해효소의 활성에 영향을 미친다. 알돌레이스는 저온에서 최적 pH의 상향 이동과 같이 저온에서 과당 1,6-이중인산가수분해효소와 유사한 활성 변화를 보인다. 이러한 적응은 과당 1,6-이중인산가수분해효소 및 과당 1,6-이중인산 알돌레이스와 같은 효소가 동면 동물의 세포 내 pH의 변화를 추적하고 활성의 범위를 이러한 이동과 일치시킬 수 있게 한다. 알돌레이스는 또한 해당과정의 산물을 증가시켜 무산소 조건(위에서 논의됨)에서 과당 1,6-이중인산가수분해효소의 활성을 보완하는 반면 과당 1,6-이중인산가수분해효소의 억제는 포도당신생합성의 활성을 감소시킨다.

## 당뇨병

AMP의 구조

과당 1,6-이중인산가수분해효소(FBPase-1)는 또한 제2형 당뇨병의 치료에서 핵심적인 역할을 한다. 제2형 당뇨병에서 고혈당증은 많은 심각한 문제들을 야기하며 치료는 종종 혈당 수치를 낮추는 데 중점을 둔다. 간에서 포도당신생합성은 이러한 환자에서 포도당 과잉 생산의 주요 원인이기 때문에 포도당신생합성을 억제하는 것이 제2형 당뇨병을 치료하는 합리적인 방법이다. 과당 1,6-이중인산가수분해효소는 속도 제한 단계를 촉매하고 모든 3탄소 기질이 포도당으로 통합되는 것을 조절하지만 글리코젠 분해에는 관여하지 않고 경로의 미토콘드리아 단계에서 제거되기 때문에 포도당신생합성 경로에서 표적화하기에 좋은 효소이다. 과당 1,6-이중인산가수분해효소의 활성을 변경하면 포도당신생합성에 큰 영향을 줄 수 있는 동시에 저혈당증의 위험과 포도당신생합성에서 다른 효소로 변경함으로써 발생할 수 있는 기타 잠재적인 부작용의 위험을 줄일 수 있음을 의미한다.
과당 1,6-이중인산가수분해효소(FBPase-1)에 대한 AMP의 저해 활성을 모방하는 약물 후보들이 개발되었다. AMP의 알로스테릭 저해 효과를 모방하면서 구조적으로 가능한 한 약물을 다르게 만들려고 노력했다. 2세대 과당 1,6-이중인산가수분해효소 저해제가 개발되어 사람이 아닌 포유류와 사람을 대상으로 한 임상 시험에서 좋은 결과를 얻었다.

## 같이 보기
- 포스포프럭토키네이스-1 (PFK-1)
- 과당 1,6-이중인산가수분해효소 결핍증
- 과당
- 포도당신생합성
- 물질대사

## 더 읽을거리
- Berg, Jeremy Mark; Tymoczko, John L.; Stryer, Lubert (2002). 〈Glycolysis and Gluconeogenesis〉.   Susan Moran. 《Biochemistry》 5판. New York: W. H. Freeman and Company. ISBN 0-7167-3051-0.